# 潞王坟乡
潞王坟乡，是中华人民共和国河南省新乡市凤泉区下辖的一个乡。 因明朝潞簡王朱翊鏐及其次妃趙氏葬于此地而得名。

## 行政区划
潞王坟乡下辖以下地区：
坟上村、李士屯村、五陵村、金灯寺村、分将池村、老道井村、堡上村、东同古村、西同古村、王门村、后郭柳村和前郭柳村。